# Grand Marnier
Grand Marnier – likier owocowy pochodzenia francuskiego o zawartości alkoholu 38-40%. Procedura produkcji została opracowana w 1880 roku przez Aleksandra Marnier-Lapostolle’a. Należy do grupy nazywanej triple sec i jest wytwarzany z wyselekcjonowanych koniaków i esencji gorzkich pomarańczy (Citrus bigaradia) z wybranych plantacji regionu Karaibów. Proces produkcji zaczyna się od umieszczenia skórek pomarańczy w koniaku, by przesiąknął ich zapachem. Następnie dodaje się mieszankę ziół i całość poddaje się destylacji.